# Poederdiffractie

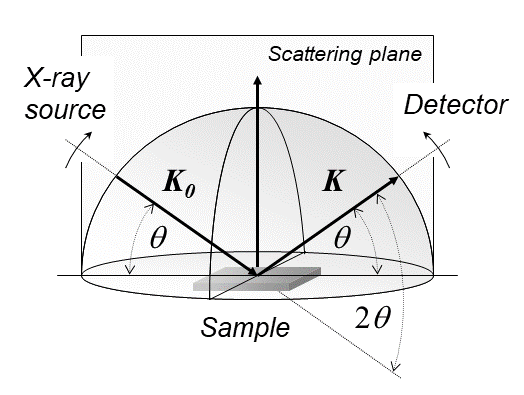
De diffractie-hemisphere van een substraat.

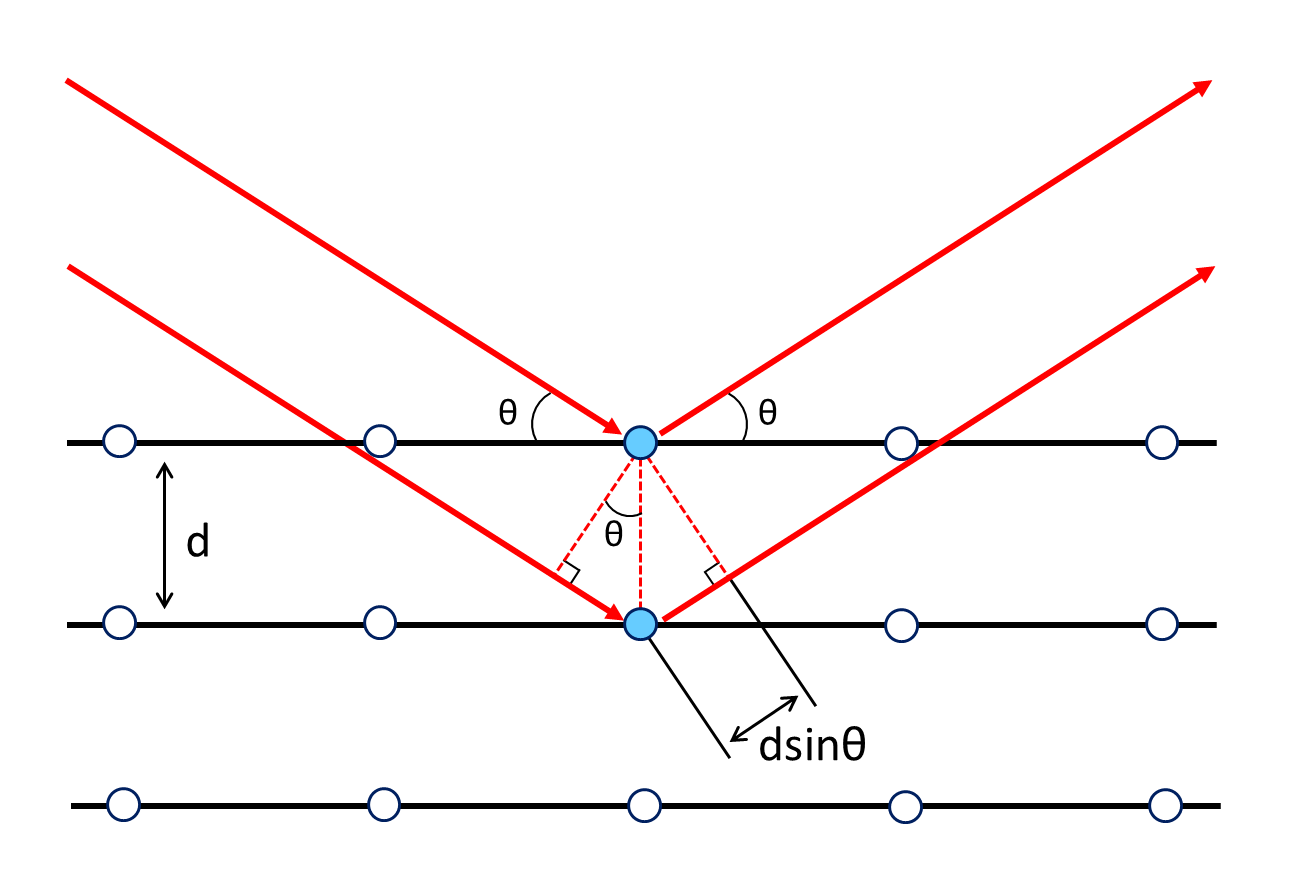
Schematische weergave van de wet van Bragg.

Poederdiffractie is een diffractietechniek waarbij een poeder, bestaande uit een zeer groot aantal, meestal volledig willekeurig georiënteerde, kristallieten wordt blootgesteld aan een bundel straling. De techniek wordt gebruikt om van een poeder te kunnen bepalen uit welke bestanddelen het poeder bestaat. Dit wordt materiaalkarakterisering genoemd.
De meest gebruikte straling voor deze techniek is röntgenstraling, meestal de CuKα straling van een koperanode. De techniek wordt echter ook toegepast met neutronen en in mindere mate met elektronen.

## Strooiingspatroon

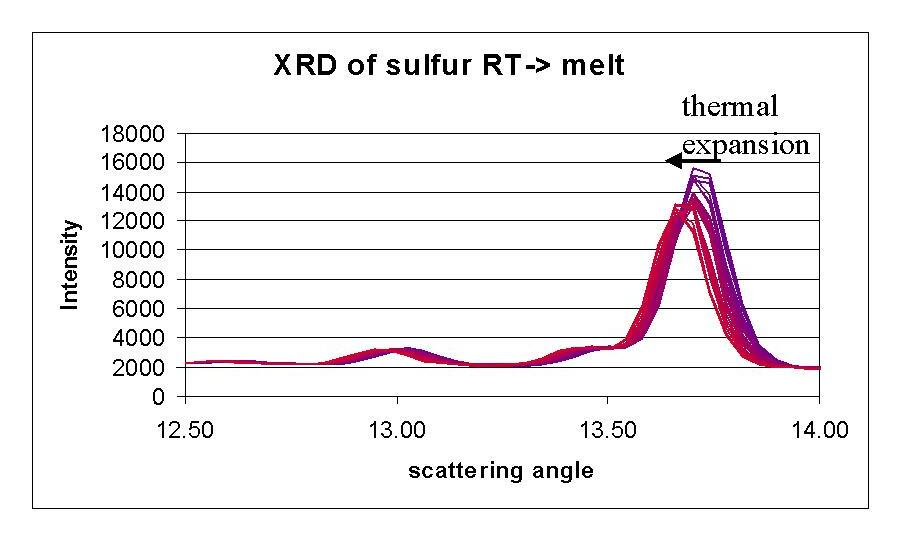
Serie poederpatronen van zwavel tijdens opwarmen.

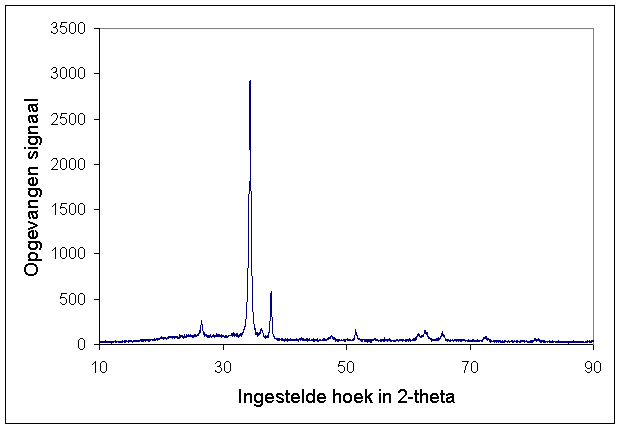
Röntgendiffractiepatroon van ZnO.

De strooiing van de straling wordt als functie van de strooiingshoek {\displaystyle 2\theta } gemeten in een detector, zie het bovenste figuur rechts. Omdat de oriëntatie in het poeder willekeurig is, is er altijd een bepaalde fractie van het poeder dat bij toeval in de juiste oriëntatie is ten opzichte van de invallende bundel om aan de wet van Bragg {\displaystyle (n\lambda =2d_{hkl}\cdot \sin \theta \,)} te voldoen voor een bepaald kristalvlak {\displaystyle (hkl)}.
Het resultaat is dat de verstrooide intensiteit als functie van {\displaystyle \theta } een aantal pieken vertoont, in principe voor ieder kristalvlak {\displaystyle (hkl)} een piekwaarde. De intensiteit van deze piekwaarden van het opgevangen signaal worden pieken of lijnen genoemd, en kunnen in een assenstelsel worden uitgezet tegen de strooiingshoek {\displaystyle 2\theta }. De verkregen grafiek worden poederpatronen of diffractiepatronen genoemd.
In tegenstelling tot wat het geval is bij eenkristaldiffractie, is de verkregen informatie niet driedimensionaal. De driedimensionale reciproke ruimte (K-ruimte) wordt door de randomisatie van de kristallieten samengepakt in maar één dimensie. Het gevolg is dat er veel informatie komt samen te vallen. Veel van de pieken bestaan daardoor eigenlijk uit meer dan één signaal.

## Karakterisering

### Unieke vingerafdruk
De overlap in het patroon is niet zo'n ramp als het er om gaat de stof te karakteriseren (identificeren) die tot het patroon geleid heeft. Het patroon van sterke en zwakke pieken is, vooral wanneer de piekposities (strooiingshoeken {\displaystyle 2\theta } ) met grote precisie bekend zijn, vrijwel altijd een unieke vingerafdruk van de onderzochte stof. Ook een mengsel van zo'n vier, vijf verschillende vaste fasen geeft een patroon, dat in zijn componenten te ontbinden is. De piekposities uit de testen worden vergeleken met de piekwaarden uit de literatuur, handmatig of met een computersoftware. Op deze manier kan worden vastgesteld uit welke componenten (atomen, ionen of moleculen) het poeder bestaat. Het achterhalen van de materiaalbestanddelen wordt het karakteriseren van materialen genoemd.
Hanawalt is al in de jaren dertig begonnen met het verzamelen van patronen en deze database is uitgegroeid tot de JCPDS-ICDD database met zo'n 220.000 patronen. Hanawalts oorspronkelijke methode was een tabel maken, gebaseerd op de sterkste drie lijnen. De positie van de tweede lijn werd naar grootte gerangschikt voor alle patronen waarbij de positie van de eerste in een bepaald gebied viel. Er is nu echter ook software om automatisch de overeenkomst op te sporen, die over het algemeen in eerste instantie wordt gebruikt vanwege tijdsefficiëntie. Soms wordt ter controle met de hand de tabel geraadpleegd en vergeleken met de computeruitkomsten.
In deze toepassing is poederdiffractie een wijdverbreide analytische techniek geworden voor het karakteriseren van materialen, die veel wordt toegepast in de geologie, metallurgie, farmacie enz. De verdeling van de voorkeursoriëntaties van de kristalstructuren in een anisotropisch polykristallijn materiaal wordt textuur genoemd.

### Indicering
Door het samenvallen van de informatie is het soms een (te) moeilijke zaak om te identificeren welk(e) kristalvlak(ken) van precies tot welke piek behoren. Dit probleem is het indexeringsprobleem. Er bestaan computerprogramma's die in sommige gevallen soelaas bieden, maar dan moet de piekpositie bijzonder nauwkeurig bekend zijn (de data moeten van hoge kwaliteit zijn), de eenheidscel moet niet te groot zijn, en er moeten geen verontreinigingen met een andere kristalstructuur in het poeder zitten. Ook de symmetrie speelt een rol. Hoe groter de symmetrie hoe eenvoudiger het probleem is op te lossen. Voor een kubisch materiaal bijvoorbeeld zullen reflecties van kristalvlak {\displaystyle (hkl)} als (123) (213) (321) (312) enz. alle precies samenvallen en ook dezelfde intensiteit hebben. Er zijn dan veel minder pieken en er is maar één celparameter, waarmee ze allemaal te indiceren moeten zijn.

## Structuurbepaling
In principe is de kristalstructuur uit een poeder net zo goed te bepalen als uit informatie verkregen van een eenkristal, en het grote voordeel is dat een poeder veel gemakkelijker in handen te krijgen is dan een eenkristal. Dat laatste is zelfs voor veel stoffen vrijwel onmogelijk. Voor neutronendiffractie geldt dat nog meer dan voor röntgendiffractie, omdat daar het monster veel groter dient te zijn (een gram of zo). Eenkristallen van die grootte zijn vrijwel niet te krijgen. Neutronendiffractie wordt daarom vrijwel alleen aan poeders gedaan. De meest gebruikte methode voor structuurbepaling uit poeders stamt van de Nederlander Hugo Rietveld. In zijn methode wordt het gehele profiel van het diffractogram meegenomen in een niet-lineaire verfijning. Structuurbepaling uit poeders is echter veel moeilijker dan vanuit een eenkristal. Opnieuw is de overlap van de informatie het grote struikelblok. In röntgendiffractie is de techniek daarom, vooral door de grote vlucht die de eenkristaldiffractie-techniek genomen heeft dankzij de computer, voor een deel verdrongen, hoewel de laatste jaren daar – ook mede dankzij de computer – weer een kentering in gekomen is.

## Neutronendiffractie
Veel van de ontwikkeling in poedermethodes is uit de neutronen-hoek gekomen. Neutronendiffractie is maar een zeer klein deel van de wetenschappelijke wereld, maar geeft een uniek perspectief op de structuur om twee redenen. In XRD is de sterkte van de strooiing evenredig aan het aantal elektronen van het atoom, dat wil zeggen het atoomnummer. Dat wil zeggen dat waterstofatomen nauwelijks te zien zijn omdat het atoom maar een elektron heeft. Bij neutronen zijn de strooiingslengtes van de isotopen onderling verschillend en de isotopen 1H en 2H (=D) zijn sterk strooiende kernen. Voor veel biogene materialen, welke zijn opgebouwd uit organische en biologische stoffen, is neutronenstrooiing dus een aantrekkelijke mogelijkheid. De tweede reden is dat neutronen ook gestrooid worden wanneer een atoom een magnetisch moment draagt. Neutronendiffractie kan dus ook de magnetische structuur van een materiaal ontrafelen. Ook dat vereist gebruik van de Rietveld-methode.

## Lijnverbreding
De breedte van de lijnen (pieken) in een poederpatroon wordt beïnvloed door een aantal factoren. Ten eerste zijn er instrumentele factoren, die door een ijkstof te meten onderzocht kunnen worden. Men gebruikt daar meestal lanthaanboride LaB6 voor. Daarnaast speelt de kristalliet grootte en de stress waaronder de kristallieten staan. De studie van lijnverbreding is daarom een andere toepassing van poederdiffractie: het is een methode om niet destructief stress in een object te meten.

## Synchrotronstraling
Een synchrotron produceert een intense hoeveelheid straling die een zeer breed bereik van golflengtes omspant. Daar is ook röntgenstraling onder die door middel van een monochromator 'afgetapt' kan worden. Zo is vrijwel iedere golflengte beschikbaar in bijzonder hoge intensiteit. Dit maakt het mogelijk zeer snel patronen op te meten bijvoorbeeld als een functie van de temperatuur of druk, tijdens een chemische reactie, tijdens krstallisatie enzovoorts.  De beschikbaarheid van synchrotronstraling heeft daarmee de poederdiffractie een aanzienlijke uitbreiding van zijn toepassingsbereik gegeven.